# Windows Messenger
Windows Messenger was een instant messenger ontwikkeld door Microsoft. Het werd standaard meegeleverd met Windows XP. Het programma was bedoeld als een geïntegreerde versie van MSN Messenger, dat primair bedoeld was voor zakelijke gebruikers, maar ook gebruikt kon worden door thuisgebruikers. Het was wel mogelijk om in te loggen met een Microsoft-account en te chatten met de contactpersonen van dat account.
Windows Messenger wordt sinds Windows XP Service Pack 1 (SP1) niet meer bijgewerkt. Er werden hierna nog enkele beveiligingsupdates uitgebracht. De opvolger van Windows Messenger is Microsoft Lync, voor de zakelijke markt, en Windows Live Messenger, voor de thuismarkt.

## Versiegeschiedenis
- Versie 4.0 (eerste uitgave, meegeleverd met Windows XP)
- Versie 4.5 (oktober 2001) (volgde direct 4.0 op na de uitgave van Windows XP)
- Versie 4.6
- Versie 4.7
- Versie 5.0
- Versie 5.1.0639 (1 december 2004)[1]
- Versie 5.1.0639 (heruitgave op 24 maart 2005)[1]
- Versie 5.1.0680 (13 mei 2005)[1]
- Versie 5.1.0700 (16 september 16 2005)[1]
- Versie 5.1.0706 (4 juni 2007)[1]
- Versie 5.1.0715 (12 augustus 2008)[1]